# Cinéma Cartier
Le Cinéma Cartier est une salle de cinéma située à Québec (Canada). Présentant des films pendant près de 60 ans, il est converti en club vidéo en 1987. En 2003, il retrouve sa fonction d'origine sous l'égide d'un employé de longue date.
Il fut le lieu de diffusion d'événements majeurs du cinéma à Québec dont le Festival international du film de Québec (1983-1986), le Festival de cinéma de la ville de Québec (2012-2016) et le Festival du Film étudiant de Québec (2015-2022).

## Historique

### Le Théâtre Cartier (1928-1972)

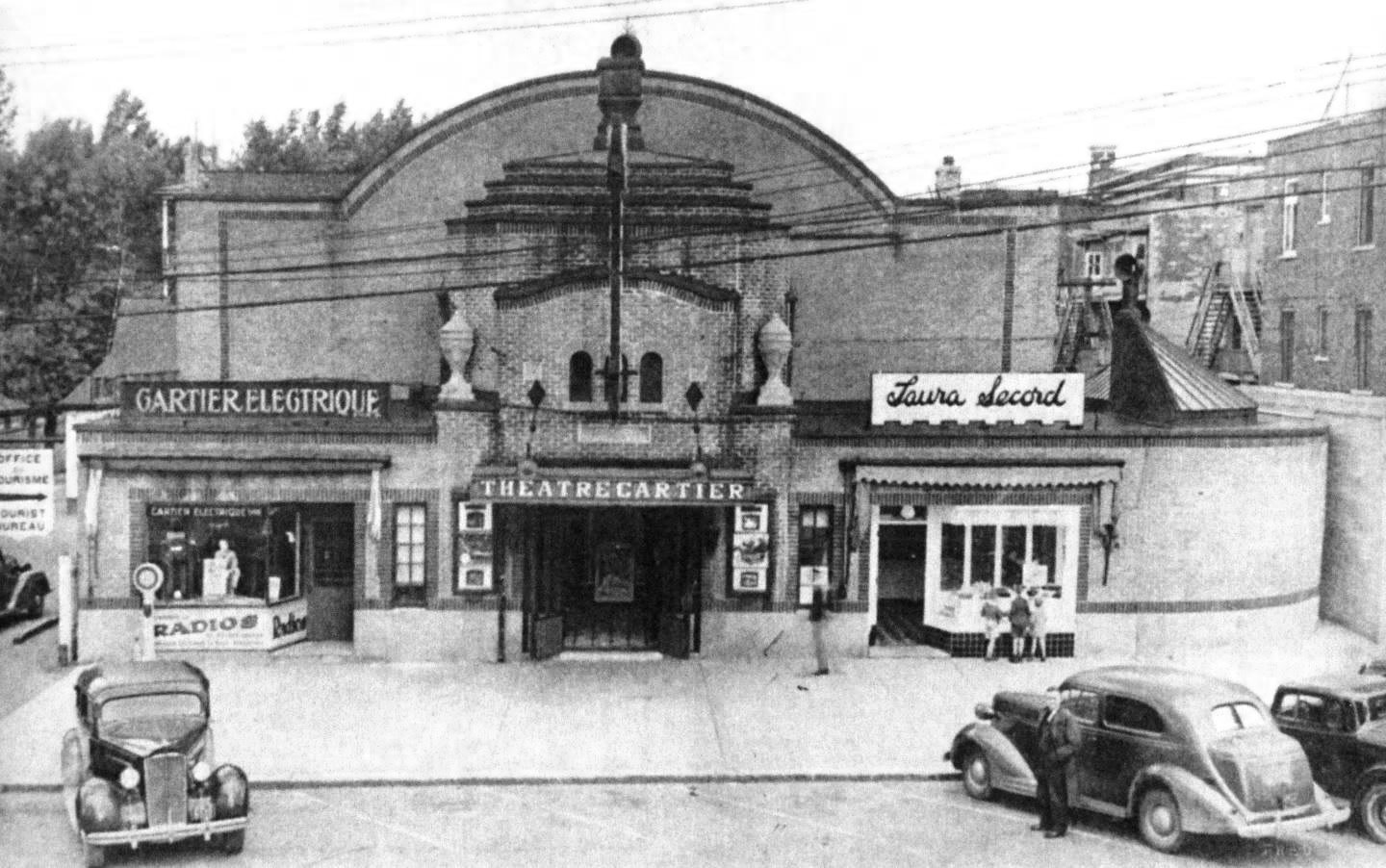
Le Théâtre Cartier en 1934.

Le théâtre Cartier est construit en 1927 par l'entrepreneur Chrysanthe Jobin pour le compte des hommes d'affaires Arthur Moisan et Joseph Tanguay, qui étaient déjà propriétaires du Théâtre Victoria. Situé au coin de l'intersection de l'avenue Cartier et du boulevard Saint-Cyrille, à Québec, le bâtiment est construit pour la somme de 65 000 $. Sa construction fut conçue d'après les plans des architectes Wilfrid Lacroix et Jean-Charles Drouin,. 
Son emplacement a fait l'objet de certaines discussions au Conseil des chemins de Québec, les échevins donnant l'instruction qu'il n'y ait de sortie directe sur le boulevard et qu'il y ait un parc sur le terrain adjacent. D'architecture sobre, le bâtiment a évolué à plusieurs reprises au fil du temps. En 1942, la section avant de l'édifice se voit rehaussé d'un second étage alors qu'en 1965, sa façade est remodelée,. 
Les premiers films à y être présentés datent de l'époque du cinéma muet. L'institution a d'ailleurs conservé son équipement pour présenter des films sans dialogues jusqu'en 1949. En 1953, il s'agissait d'une l'une des deux salles à Québec à accueillir la première du film La loi du silence, d'Alfred Hitchcock, qui a été tournée dans la Vieille Capitale. Alors que la première avec les principaux artisans du film avait lieu au Capitole de Québec, la projection au Cinéma Cartier devait permettre aux figurants de voir le film,.

### Roland Smith et l'âge d'or du Cinéma Cartier (1972-1981)
En 1972 débute une période faste pour l'institution, désormais devenue le Cinéma Cartier. Le lieu devient alors un endroit prisé pour la découverte du cinéma indépendant à Québec, allant même jusqu'à changer la physionomie de la vie cinématographique à Québec. L'établissement s'est taillé une place de choix dans la région en étant l'un des endroits phares pour découvrir le cinéma indépendant à Québec et il est fréquent que plusieurs spectateurs se massent le long de la rue Cartier pour venir découvrir les nouveautés présentées par la salle.
Cette époque est intimement liée à l'entrepreneur culturel Roland Smith, à la tête la Société Micro-cinéma. Cette compagnie exploite un réseau de diffusion indépendant à l'échelle du Québec au sein de nombreuses villes telles Sherbrooke, Trois-Rivières, Laval et Hull. L'établissement le plus célèbre de ce réseau est le Cinéma Outremont. À Québec, il loue d'abord la salle du cinéma Cartier aux propriétaires Famous Players à compter de 1972. Le premier film qu'il y présente est Harold et Maude, de Hal Ashby. En 1977, il en devient propriétaire à part entière et songe à équiper la salle de projecteurs 16 mm.

### L'empire éphémère de Bruno Bégin (1981-1987)
Au tournant des années 80, l'ascension fulgurante de l'industrie des clubs vidéos au Québec bouleverse l'industrie des salles de cinéma, et particulièrement les salles de cinéma indépendantes. Le Cinéma Cartier est racheté en 1981 par l'homme d'affaires Bruno Bégin, qui sera à la tête d'un petit empire éphémère dans la Capitale-Nationale. Ce dernier annonce d'abord sa volonté de maintenir les activités du cinéma, Roland Smith demeurant rattaché au cinéma au niveau de la programmation. 
Constatant l'impact foudroyant de la location des films sur l'achalandage en salles des cinémas, le nouveau propriétaire implémente à même le cinéma un club vidéo et démarre en 1982 une chaîne de clubs vidéos dans la ville de Québec, nommée Cinéma Vidéo Club, s'inspirant de la stratégie similaire de Roland Smith à Montréal avec son Cinéma Outremont. Il crée également un festival de films de cinéma qui se tiendra principalement dans les salles du Cinéma Cartier, le Festival international du film de Québec.
Face aux difficultés d'achalandage et pointant divers facteurs comme l'arrivée des mardis à 5$ dans les cinémas Cinéplex Odéon ou la compétition du Clap, le Cinéma Cartier original cesse les projections de films en 1987. La dernière projection tenue dans la mouture originale du cinéma présente le film Trois amigos ! alors que le dernier film à se terminer est Peggy Sue s'est mariée. Cette ultime soirée se tient dans une atmosphère qui témoigne d'une certaine décadence, la salle ayant été vandalisée quelques jours plus tôt lors d'une projection de Rocky Horror Picture Show.

### L'éclipse face au Ciné Vidéo club (1987-2003)
L'édifice changeant de vocation, d'importantes rénovations sont effectuées au Cinéma Cartier font en sorte qu'il est désormais divisé en deux locaux à partir de 1987, abritant une pharmacie au premier étage et le club vidéo au second. Ces travaux permettent d'ailleurs de dégager le profil du toit, rappelant l'architecture d'origine du lieu.
D'abord ouvert quelques années plus tôt dans les locaux mêmes du Cartier avec un catalogue initial de 70 cassettes, le Ciné vidéo club tient pignon sur la rue Cartier pendant plus d'une trentaine d'année. Il devient le lieu central d'un réseau de clubs vidéos dans la région, qui comptera plus de 20 000 titres à peine 5 ans plus tard. En 1987, l'entreprise fusionne avec le Club International Vidéo Film et à l'été 1990, plus d'une quarantaine de boîtes à films pour la distribution de cassettes se retrouvent dans divers dépanneurs et lieux de travail de la région.
En 1991, le Ciné Vidéo Club déclare faillite et est liquidé. L'entrepreneur Martin Brandl achète le bâtiment et la chaîne de clubs vidéos, maintenant les activités dans le commerce de la rue Cartier.

### L'ascension de Michel Savoy, «fantôme du Cinéma Cartier» (2003-2014)
Au début des années 2000, dans un scénario inverse à ce qui s'était produit en 1986, une salle de cinéma est rouverte à même le club vidéo. Le projet est notamment porté par Michel Savoy, qui est surnommé le « fantôme du Cinéma Cartier ». À l'emploi de l'endroit depuis 1979, il occupa de nombreuses fonctions dans l'ancienne mouture du cinéma avant de devenir directeur général de son club vidéo. En 2003, il s'allie avec le propriétaire de l'édifice, Martin Brandl, afin d'y rouvrir une salle de cinéma.
Les propriétaires investissant plus de 500 000$ dans le projet, l'idée d'inaugurer une nouvelle salle s'inscrivait dans une volonté de rentabiliser l'espace occupé et les ressources à la disposition de l'établissement. La capacité de 117 places est toutefois largement inférieure à celle de l'ancienne salles, qui ne comptait pas moins de 741 sièges. Les billets y sont désormais vendus au coût de 6 à 8$ par séance.
Le premier film diffusé est le Le fils de la mariée. La nouvelle salle ne diffuse plus de projections de films argentiques, présentant plutôt une programmation axée sur le cinéma de répertoire et de films jamais présentés dans la région.  L'institution est d'ailleurs dotée d'un statut de « festival permanent », ce qui lui permet de présenter des films sans visa d'exploitation commerciale.
En 2012, deux nouvelles salles équipées de projecteurs Barco sont construites, portant le total à trois. Un café-salon est également aménagé dans l'endroit pour accueillir le public.

### Un cinéma au centre-ville de Québec (2014-aujourd'hui)

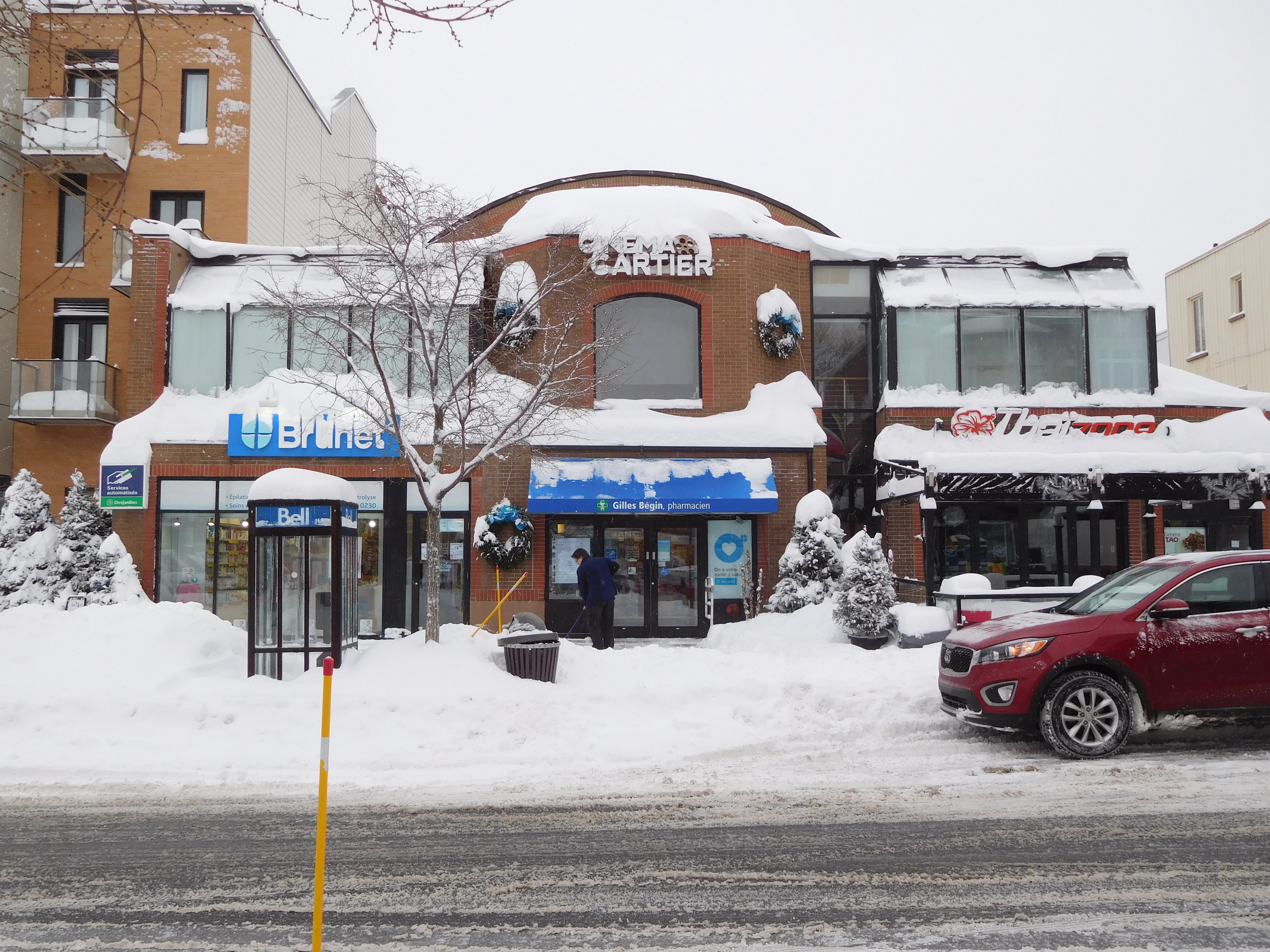
Le Cinéma Cartier en 2016.

L'année 2014 est fertile en rebondissements pour le cinéma de la rue Cartier. Faisant face à des difficultés financières, l'entreprise change d'abord de mains et est rachetée par Yvan Fontaine, déjà propriétaire du cinéma Princess à Cowansville, en Montérégie. Il manifeste sa volonté de s'imposer comme le cinéma du centre-ville de Québec que les cinéphiles de la région réclament depuis plusieurs années en doublant le nombre de salles et en faisant une place au cinéma populaire et familial.
Annonçant d'abord que Michel Savoy resterait en poste, ce dernier est congédié au bout d'à peine trois semaines. Au mois d'avril, le Cinéma Le Clap annonce l'ouverture d'une salle au Musée de la Civilisation de Québec, à deux kilomètres du Cinéma Cartier. Le nouveau propriétaire du Cartier exprime des critiques envers l'administration du Clap, puisqu'un projet de partage de copies de diffusion était en négociation entre les deux cinémas. Finalement, des travaux pour la construction d'un nouvel édifice de logements, le George-Étienne, se poursuit tout au long de l'année. Ce nouvel édifice construit le long de la façade nord du bâtiment fait en sorte que le cinéma ne sera plus directement situé au coin du boulevard René-Lévesque et de l'avenue Cartier.
Un an plus tard, le Ciné Vidéo club ferme ses portes et voit son inventaire d'environ 10 000 film liquidé par Audio vidéo DG, auquel Michel Savoy se joint dans les années qui suivent. Parallèlement, bien que le chiffre d'affaires aurait augmenté substantiellement selon les nouveaux gestionnaires de la salle, ceux-ci lancent un cri du cœur envers les distributeurs québécois afin d'avoir un meilleur accès aux films locaux dans leurs salles, critiquant de nouveau le Clap et dénonçant son emprise sur la diffusion locale,.
La pandémie de covid-19 et la fermeture des salles de cinéma en 2020 affecte lourdement les opérations de la salle de cinéma, qui même des années plus tard n'ont toujours pas rattrapé les chiffres pré-pandémiques de fréquentation de salles,. En 2025, les propriétaires procèdent à des investissement d'environ 300 000$ pour rénover ses salles. Les sièges sont notamment remplacés de même que le plancher, et une nouvelle section VIP est désormais mise de l'avant pour les premières rangées.

## Partenariats
- Festival de cinéma en famille de Québec
- Festival du film étudiant de Québec (FFEQ)
- Festival de cinéma de la ville de Québec